# Epiksylit
Epiksylit – organizm rosnący na drewnie, zarówno na martwym drewnie w lesie, jak i na drewnianych wyrobach, takich jak płoty, deski, belki itp. oraz całe konstrukcje drewniane. 
Epiksylity odgrywają rolę w przyrodzie i w gospodarce człowieka. Rozkładając zawarte w drewnie substancje organiczne stają się czynnikiem glebotwórczym. Te, które żyją na konstrukcjach drewnianych powodują ich niszczenie. Do epiksylitów należą głównie porosty, glony, grzyby, mszaki.